# Arms (datorspel)
Arms är ett slagsmålsspel utvecklat och utgivet av Nintendo till Nintendo Switch. Spelet låter upp till fyra spelare välja en kämpe och slåss mot varandra på olika arenor. Kämparna använder olika typer av utdragbara armar för att slå, kasta, blockera och undvika slag från sina motståndare. Spelet innehåller tio olika kämpar med olika egenskaper och manövrar. Dessutom finns en samling av spellägen för en eller flera spelare, både lokalt och över internet.
Arms gavs ut 16 juni 2017 och har såld över två miljoner kopior sedan dess.